# アレン・ロビンソン
アレン・バーナード・ロビンソン2世（Allen Bernard Robinson II, 1993年8月24日 - ）は、アメリカ合衆国ミシガン州デトロイト出身のプロアメリカンフットボール選手。NFLのピッツバーグ・スティーラーズに所属している。ポジションはワイドレシーバー。

## 経歴

### ジャクソンビル・ジャガーズ
2014年のNFLドラフトにて、全体61位でジャクソンビル・ジャガーズから指名された。その後、2014年7月21日に4年総額375万ドルのルーキー契約を結んだ。
2015年シーズンはNFL最多となる14のレジービングタッチダウンを記録し、負傷したカルビン・ジョンソンの代役としてプロボウルに選出された。
2017年シーズンは開幕戦となった第1週のヒューストン・テキサンズ戦で左膝の前十字靭帯を断裂し、そのままシーズン終了となった。

### シカゴ・ベアーズ
2018年3月14日にシカゴ・ベアーズと3年総額4,200万ドルの契約を結んだ。
2018年シーズンのプレーオフ、ワイルドカード・ラウンドのフィラデルフィア・イーグルス戦では10レシーブ、143レシーブ獲得ヤードを記録し、いずれもプレーオフの1試合における球団記録を更新した。
2020年シーズン開幕前にはベアーズから契約延長のオファーが無いことに苛立ち、自身のSNSからベアーズ関連の投稿を全て削除した。
2021年3月19日にベアーズから指定されたフランチャイズタグを受諾し、1年1800万ドルで残留が決まった。

### ロサンゼルス・ラムズ
2022年3月17日にロサンゼルス・ラムズと3年総額4,650万ドルの契約を結んだ。

### ピッツバーグ・スティーラーズ
2023年4月21日に同年のドラフト7巡目指名権とのトレードで、ピッツバーグ・スティーラーズへ移籍した。

## 人物
ジャガーズ時代に子供の教育をサポートするウィズイン・リーチ財団を立ち上げている。

## 詳細情報

### ジャガーズ記録
- スクリメージからの最長プレー:90ヤード (2015)
- シーズン最多レシービングタッチダウン:14 (2015)
- シーズンでレシーブ獲得ヤードを150以上記録した最多試合数:3 (2015)
- シーズンで複数のタッチダウンを記録した最多試合数:3 (2015)

### ベアーズ記録
- プレーオフにおける1試合最多レシーブ:10 (2019)
- プレーオフにおける1試合最多レシーブ獲得ヤード:143 (2019)